# Ачайваям (река)
Ачайваям (также Ачай-Ваям) — река в России, протекающая по территории Олюторского района Камчатского края, левый приток Апуки. Длина реки — 127 км, площадь водосборного бассейна — 3900 км².
Река стекает с южных склонов горы Ледяная на хребте Укэлаят, на высоте более 767 м над уровнем моря. В верховьях течёт преимущественно на юг в межгорной долине. После впадения реки Кай-Ачайваям поворачивает на юго-запад. В  долине встречается множество некрупных озёр. Поселения на берегах отсутствуют. Для реки характерны перекаты, шиверы и осерёдки. Впадает в Апуку по левому берегу на отметке менее 105 м над уровнем моря у села Ачайваям, в 112 км от устья Апуки. Ширина перед устьем — 140 м при глубине 0,8 м; скорость течения в низовьях составляет 1,7 м/с. 

## Основные притоки
Указаны поименованные притоки длиной 30 км и более.
| Название     | Расстояние от устья | Длина | Положение |
| ------------ | ------------------- | ----- | --------- |
| Кананон      | 20                  | 33    | правый    |
| Вильлейкин   | 24                  | 63    | левый     |
| Майваям      | 40                  | 38    | правый    |
| Умайолгиваям | 49                  | 42    | левый     |
| Кай-Ачайваям | 67                  | 33    | левый     |
| Этелваям     | 93,6                | 31    | левый     |

## Данные водного реестра
По данным государственного водного реестра России и геоинформационной системы водохозяйственного районирования территории РФ, подготовленной Федеральным агентством водных ресурсов:
- Бассейновый округ — Анадыро-Колымский
- Речной бассейн — бассейны рек Берингова моря (южнее Анадыря)
- Речной подбассейн — нет
- Водохозяйственный участок — бассейны рек Берингова моря от северной границы бассейна реки Опука до южной границы бассейна реки Вывенка
- Код водного объекта — 19060000212120000003393